# (6077) Messner
(6077) Messner ist ein Asteroid des Hauptgürtels, der am 3. Oktober 1980 von der tschechischen Astronomin Zdeňka Vávrová am Kleť-Observatorium (IAU-Code 046) in Südböhmen nahe der Stadt Český Krumlov entdeckt wurde.
Der Asteroid ist Mitglied der Agnia-Familie, einer Gruppe von Asteroiden, die vor maximal 140 Millionen Jahren durch das Auseinanderbrechen eines großen Körpers entstanden ist und nach ihrem größten Mitglied (847) Agnia benannt wurde.
Benannt wurde er am 8. Dezember 1998 zu Ehren des Südtiroler Extrembergsteigers, Abenteurers und Buchautoren Reinhold Messner (* 1944), der als Erster alle 14 Achttausender bestiegen hat.